# Manuel Vicente Villarán
Manuel Vicente Villarán Godoy (Lima, 18 de octubre de 1873 - ib. 21 de febrero de 1958) fue un jurista, catedrático universitario y político peruano. ministro de Justicia, Culto e Instrucción (1908-1909), decano del Colegio de Abogados de Lima (1914-1915), senador de la República (1917-1918), rector de la Universidad de San Marcos (1922-1924). Fue también candidato a la presidencia de la República en las frustradas elecciones de 1936. Como jurista aportó valiosos análisis en el ámbito del Derecho Comparado, de la Filosofía del Derecho y del Derecho Constitucional. Fue el iniciador del positivismo en el Perú.

## Formación académica
Hijo de Luis Felipe Villarán, notable jurista peruano, y Rosalía Godoy. Fue bautizado en la parroquia de Santa Ana de Lima.
Cursó estudios secundarios en el Colegio Nacional Nuestra Señora de Guadalupe, y superiores en la Universidad de San Marcos en 1890. Se graduó de bachiller (1893) y doctor en Jurisprudencia (1895), con sus tesis «Del imperio extraterritorial de las leyes civiles según Laurent y la escuela italiana», y «Libertad civil y libertad política», respectivamente. Se recibió de abogado el 9 de noviembre de 1895. Cursó, además, Ciencias Políticas y Administrativas, graduándose de bachiller y de doctor con tesis sobre «El factor económico en la educación nacional» y «La educación nacional y la influencia extranjera», respectivamente (1908).

## Catedrático de San Marcos
Integró la plana docente de San Marcos, regentando la cátedra de Derecho Natural (1895-1900), y luego la de Filosofía del Derecho (1901-1908) y Derecho Constitucional, la misma en la cual había destacado su padre (1908-1924). Él fue quien inició el estudio de la evolución del Derecho como conjunto de ideas y de instituciones dentro de un moderado positivismo, paralelamente al predominante aprendizaje y exégesis de los textos legales que se hacía en la universidad.
En el acto de apertura del año universitario de 1900 pronunció un famoso discurso sobre las profesiones liberales en el Perú, donde criticaba la educación formalista e improductiva que se impartía en escuelas y universidades y proponía su sustitución por una enseñanza práctica, discurso que figura en sus Estudios sobre educación nacional (1922).

Hay abundantes maestros que nos enseñan historia, literatura, latín, teología, leyes, filosofía y matemáticas; pero ninguno que nos enseñe a labrar la tierra, a criar el ganado, a explotar las selvas, a navegar, a comerciar, a fabricar cosas útiles...

En 1903 integró una comisión nombrada por el gobierno y encargada de formular un proyecto de ley de accidentes de trabajo, que no llegó a ser debatida por el Congreso.

## Ministro de Justicia e Instrucción (1908-1909)
Durante el primer gobierno de Augusto B. Leguía fue designado ministro de Justicia, Culto e Instrucción, cargo que ocupó de 24 de septiembre de 1908 a 8 de junio de 1909. Desde este cargo, impulsó su postura práctica sobre la educación, se preocupó por la formación del profesorado, y dio a la Universidad de San Marcos el terreno para su nuevo local.
Estuvo junto con el presidente Leguía cuando ocurrió la intentona golpista de 29 de mayo de 1909, protagonizada por un grupo de militantes del Partido Demócrata (el partido de Nicolás de Piérola), quienes sacaron violentamente del Palacio de Gobierno al presidente y lo pasearon por las calles hasta la Plaza del Congreso, donde inútilmente quisieron obligarle a firmar su renuncia a la presidencia. Poco después la fuerza pública dispersó a los revoltosos y restituyó el orden. Tanto Leguía como Villarán mostraron durante dicho trance serenidad y firmeza de carácter.
En 1912 presidió el tercer Congreso de Estudiantes Americanos, ocasión en la que pronunció un discurso sobre la «Misión de la universidad Latinoamericana». Fue decano del Colegio de Abogados de Lima de 1914 a 1915, e inició la publicación de La Revista del Foro.

## Dirigente civilista. Senador por Junín
En el plano político, fue miembro de la directiva del Partido Civil, considerado el partido de la oligarquía. Bajo el segundo gobierno de José Pardo fue elegido senador por Junín, representación que ejerció de 1917 a 1918. Desde su escaño (y junto con Arturo Osores) defendió los intereses de los propietarios del yacimiento petrolífero de La Brea y Pariñas ante las demandas del Estado.
Para las elecciones de 1919 se tanteó la posibilidad de su postulación a la presidencia de la República por el Partido Civil, pero el nominado fue finalmente Ántero Aspíllaga Barrera, que enfrentó en la lid electoral al expresidente Augusto B. Leguía. Este acabó dando un golpe de Estado para asegurar su triunfo electoral.

## Rector de San Marcos (1922-1924)
En 1913 fue elegido decano de la Facultad de Jurisprudencia de San Marcos y en 1918 pasó a ser decano de la misma.
En 1922 fue elegido rector de la Universidad de San Marcos. Cuando se conoció la intención del presidente Leguía de reelegirse en 1924, estallaron las protestas de los estudiantes de San Marcos, los cuales se enfrentaron a la policía. Villarán trató de moderar el fervor estudiantil, sin conseguirlo. Un editorial del diario La Prensa lo acusó de azuzar en secreto a los estudiantes y lo llamó «papa negro del civilismo». Villarán renunció entonces al rectorado el 1 de julio de 1924 para poder combatir con más libertad el reeleccionismo de Leguía. Lanzó hasta tres manifiestos, rindiendo homenaje a la juventud y alertando del peligro que entrañaba la perpetuación en el poder de un caudillo. Acosado por el gobierno, decidió viajar a Europa en 1925. Pero regresó en 1927 y se mantuvo alejado de la docencia y la política, mientras duró el gobierno leguiísta, conocido después como el Oncenio.

## El anteproyecto Villarán
En vísperas del golpe de Estado de 1930, Leguía le ofreció un puesto en su renovado gabinete ministerial, pero no aceptó. En esa época de crisis política, en algún momento fue considerado como posible candidato a la presidencia, pero su pasado civilista fue siempre usado en su contra. Se recuerda también que en 1930, en unas declaraciones para el diario argentino La Nación, él y José Matías Manzanilla, como antiguos líderes del civilismo, certificaron el fin del Partido Civil.
En 1931, presidió la comisión encargada de preparar el Anteproyecto de una nueva Constitución Política. Esta, tras ser debatida por un Congreso Constituyente, fue sancionada y promulgada en 1933, pero no acogió las grandes reformas que se planteó en dicho Anteproyecto, aunque sí mantuvo en principio y aún textualmente algunos de sus enunciados.
Villarán también integró las comisiones de reforma de los Códigos Civil, de Procedimientos Civiles y de Comercio. En 1935 volvió a dictar la cátedra de Derecho Constitucional en San Marcos, hasta el año siguiente.

## Candidato a la presidencia (1936)
En 1936 fue candidato a la presidencia de la República, en unas elecciones generales donde también participaron Luis Antonio Eguiguren y Jorge Prado Ugarteche, pero que fueron anuladas por la dictadura de Óscar R. Benavides.
En 1939 fue acreditado como embajador ante la Santa Sede, en misión extraordinaria para la coronación de Su Santidad Pío XII, cargo en el que permaneció hasta 1941.

## El Estudio Jurídico Villarán
Villarán fundó en Lima un importante estudio jurídico, el «Estudio Manuel Vicente Villarán», en el que laboraron renombrados abogados peruanos de la primera mitad del siglo XX, como Carlos Arana Santa María, Luis Echecopar García, Manuel Gallagher, Héctor J. Marisca (abogado de José de la Riva Agüero y Osma), Enrique Moncloa, José Quesada Larrea y Víctor Villarán. A este despacho retornó Villarán en sus últimos años, alejándose definitivamente de la vida política.
Fue, además, miembro del directorio del Banco del Perú y Londres, en el que se encargó de la asesoría jurídica. Entre 1919 y 1921 fue presidente del Club Nacional.

## Condecoraciones
Se mencionan algunas de ellas:
- Orden El Sol del Perú, en el grado de Gran Cruz.
- Orden al Mérito por servicios distinguidos, en el grado de Gran Cruz.
- Orden de San Gregorio.
- Orden de las Palmas Magisteriales.

## Obras principales
- Lecciones de Derecho Natural (1895).
- Las profesiones liberales en el Perú (1900)
- Programa de Filosofía del Derecho (1915).
- Apuntes de Derecho Constitucional (1915-1916), "manuscritos no autorizados", a decir del mismo autor, pues son versiones de sus clases.
- La cuestión de la Brea y Pariñas. Discursos pronunciados ante el senado por los doctores Arturo Osores y Manuel Vicente Villarán (1917)
- Las constituciones de 1860 y 1920, concordadas para uso de los estudiantes de Derecho Constitucional (1920).
- El gobierno de Alemania (1920; y aumentada en 1936).
- Programa detallado de Derecho Constitucional (1920).
- Estudios sobre educación nacional (1922).
- El gobierno de los Estados Unidos (1922).
- Cuestiones generales sobre el Estado y el gobierno (1923 y 1936).
- El arbitraje de Washington en la cuestión peruano-chilena (1925).
- El gobierno de Alemania: el Imperio, la República, la Dictadura (1936)
- Bosquejo histórico de la Constitución inglesa: breve resumen de la obra de G. B. Adams (1935)
- La Universidad de San Marcos, de Lima: Los orígenes, 1548-1577 (1938).
- Vida y pensamiento de Luis Felipe Villarán (1945), en homenaje a su padre.
- Apuntes sobre la realidad social de los indígenas del Perú ante las Leyes de Indias (póstuma, 1964).
- Lecciones de Derecho Constitucional (1988)

En 1962 fueron publicadas sus Páginas escogidas, selección de sus ensayos escritos en distintas épocas –algunos inéditos–, con prólogo de Jorge Basadre.